# 1916 w literaturze
Wydarzenia literackie w 1916 roku.

## Wydarzenia
- w Polsce
  - Ukazuje się pierwszy numer czasopisma „Pro Arte et Studio”
- za granicą
  - Powstanie w Petersburgu OPOJAZ(inne języki)-u (Towarzystwa Badania Teorii Języka Poetyckiego)

## Nowe książki
- polskie
  - Włodzimierz Perzyński – Wróg wojny
  - Jan Kasprowicz – Księga ubogich

- zagraniczne
  - Guillaume Apollinaire – Poeta zamordowany (Le Poète assassiné)
  - Henri Barbusse – Ogień (Le Feu)
  - James Joyce – Portret artysty z czasów młodości (A Portrait of the Artist as a Young Man)
  - Mark Twain – Tajemniczy przybysz(inne języki) (The Mysterious Stranger)

## Nowe dramaty
- polskie
  - Tadeusz Rittner – Wilki w nocy
- zagraniczne
  - William Butler Yeats – Przy źródle jastrzębia(inne języki) (At the Hawk’s Well)

## Nowe poezje
- polskie
  - Jan Kasprowicz – Księga ubogich
- zagraniczne
  - Hilda Doolittle – Morski ogród (Sea Garden)
  - Nikołaj Gumilow – Kołczan (Колчан)
  - Ezra Pound – Lustra
  - Edward Arlington Robinson – Mężczyzna na tle nieba (The Man Against the Sky)
  - Carl Sandburg – Wiersze z Chicago (Chicago Poems)
  - Maksimilian Wołoszyn – Anno mundi ardentis

## Nowe prace naukowe
- zagraniczne
  - Ferdinand de Saussure – Kurs językoznawstwa ogólnego (Cours de linguistique générale)
  - Wiktor Szkłowski – O poezji i języku pozarozumowym (O poezii i zaumnom jazykie)

## Urodzili się
- 4 stycznia – Helena Kołaczkowska, polska literatka, poetka (zm. 2019)
- 5 stycznia – Wilhelm Szewczyk, polski prozaik, publicysta, krytyk literacki, poeta, tłumacz (zm. 1991)
- 10 stycznia – Bernard Binlin Dadié, iworyjski pisarz (zm. 2019)
- 11 lutego – Seweryna Szmaglewska, polska pisarka (zm. 1992)
- 14 lutego – Wawrzyniec Żuławski, polski pisarz i taternik (zm. 1957)
- 4 marca – Giorgio Bassani, włoski pisarz (zm. 2000)
- 8 marca – Manuel van Loggem, holenderski pisarz i krytyk literacki (zm. 1998)
- 15 marca – Blas de Otero, hiszpański poeta (zm. 1979)
- 19 marca – Irving Wallace, amerykański pisarz (zm. 1990)
- 28 marca – Jerzy Pytlakowski, polski prozaik (zm. 1988)
- 14 kwietnia – Wojciech Żukrowski, polski pisarz (zm. 2000)
- 26 kwietnia – Morris West, australijski powieściopisarz i dramaturg (zm. 1999)
- 3 maja – Pierre Emmanuel, francuski pisarz, dziennikarz, poeta i eseista (zm. 1984)
- 11 maja – Camilo José Cela, hiszpański prozaik, noblista z 1989 r. (zm. 2002)
- 21 maja – Harold Robbins, amerykański pisarz (zm. 1997)
- 28 maja – Walker Percy, amerykański pisarz (zm. 1990)
- 30 maja – Jan Hanč, czeski poeta, prozaik i tłumacz (zm. 1963)
- 9 czerwca – Jurij Brězan, pisarz serbołużycki (zm. 2006)
- 6 lipca
  - Harold Norse, amerykański poeta i pisarz (zm. 2009)
  - Unica Zürn, niemiecka pisarka i rysowniczka (zm. 1970)
- 9 lipca – Stanisław Pagaczewski, polski pisarz literatury dla dzieci i poeta (zm. 1984)
- 10 lipca – Jan Ziółkowski, polski prozaik (zm. 2014)
- 14 lipca – Natalia Ginzburg, włoska autorka (zm. 1991)
- 24 lipca – John D. MacDonald, amerykański pisarz (zm. 1986)
- 18 sierpnia – Neagu Djuvara, rumuński pisarz i historyk (zm. 2018)
- 27 sierpnia – Jerzy Kamil Weintraub, polski poeta i tłumacz (zm. 1943)
- 28 sierpnia – Jack Vance, amerykański pisarz fantastyki (zm. 2013)
- 29 sierpnia – Rhydwen Williams, walijski pisarz i poeta (zm. 1977)
- 31 sierpnia – Alice Schwarz-Gardos, żydowska pisarka (zm. 2007)
- 13 września – Roald Dahl, brytyjski pisarz (zm. 1990)
- 17 września – Mary Stewart, brytyjska pisarka (zm. 2014)
- 18 września – Małgorzata Hołyńska, polska pisarka i tłumaczka (zm. 2006)
- 27 września – Jizhar Smilanski, izraelski pisarz i literaturoznawca (zm. 2006)
- 1 października – Debora Vaarandi, estońska poetka i tłumaczka (zm. 2007)
- 3 października – James Herriot, brytyjski lekarz weterynarii i pisarz (zm. 1995)
- 6 października – Rafael Calvo Serer, hiszpański pisarz (zm. 1988)
- 11 października – Julian Kawalec, polski poeta, prozaik i publicysta (zm. 2014)
- 27 października – Kazimierz Brandys, polski pisarz (zm. 2000)
- 3 listopada – Harry Lampert, amerykański twórca komiksów (zm. 2004)
- 8 listopada – Peter Weiss, niemiecki dramatopisarz (zm. 1982)
- 23 listopada – P.K. Page, kanadyjska poetka (zm. 2010)
- 24 listopada – Forrest J Ackerman, amerykański pisarz i popularyzator fantastyki naukowej (zm. 2008)
- 25 listopada – Peg Lynch(inne języki), amerykańska aktorka i pisarka (zm. 2015)
- 14 grudnia – Shirley Jackson, amerykańska pisarka (zm. 1965)
- 15 grudnia – Kolë Jakova, albański dramaturg i poeta (zm. 2002)
- 17 grudnia – Penelope Fitzgerald, brytyjska pisarka (zm. 2000)
- 20 grudnia – Gonzalo Rojas, chilijski poeta (zm. 2011)
- 26 grudnia – Wilhelm Mach, polski prozaik, poeta i krytyk literacki (zm. 1965)
- 30 grudnia – Lili Berger, polsko-żydowska pisarka, krytyk literacki (zm. 1996)

## Zmarli
- 6 lutego – Rubén Darío, nikaraguański pisarz (ur. 1867)
- 28 lutego – Henry James, amerykańsko-brytyjski pisarz, krytyk i teoretyk literatury (ur. 1843)
- 6 marca – Eva Katherine Clapp, amerykańska prozaiczka i poetka (ur. 1857)
- 12 marca – Marie von Ebner-Eschenbach, austriacka pisarka (ur. 1830)
- 26 kwietnia – Mário de Sá-Carneiro, portugalski pisarz i poeta (ur. 1890)
- 3 maja – Patrick Pearse, irlandzki poeta i polityk (ur. 1879)
- 13 maja – Szolem Alejchem, żydowski pisarz (ur. 1859)
- 25 maja – Jane Dieulafoy, francuska podróżniczka i pisarka (ur. 1851)
- 28 maja – Iwan Franko, ukraiński poeta i pisarz (ur. 1856)
- 29 maja – Jan Otto, czeski księgarz i wydawca (ur. 1841)
- 7 czerwca – Émile Faguet, francuski pisarz i krytyk literacki (ur. 1847)
- 11 czerwca – Jean Webster, amerykańska pisarka (ur. 1876)
- 22 lipca – James Whitcomb Riley, amerykański poeta (ur. 1849)
- 8 sierpnia – Lily Braun, niemiecka feministyczna pisarka (ur. 1865)
- 9 sierpnia – Guido Gozzano, włoski poeta i prozaik (ur. 1883)
- 17 sierpnia – Johann Hinrich Fehrs, niemiecki poeta i pisarz (ur. 1838)
- 27 sierpnia – Petar Kočić, polityk bośniacko-serbski pisarz (ur. 1877)
- 14 września – José Echegaray, hiszpański dramatopisarz, laureat Nagrody Nobla (ur. 1832)
- 16 października – Eben E. Rexford, amerykański prozaik i poeta (ur. 1848)
- 13 listopada – Saki, angielski pisarz i dziennikarz (ur. 1870)
- 15 listopada – Henryk Sienkiewicz, polski pisarz (ur. 1846)
- 22 listopada – Jack London, amerykański pisarz (zm. 1876)
- 27 listopada – Émile Verhaeren, belgijski poeta (ur. 1855)
- 9 grudnia – Sōseki Natsume, japoński pisarz (ur. 1867)
- 12 grudnia – Helena Patursson, farerska pisarka (ur. 1864)

## Nagrody
- Nagroda Nobla – Verner von Heidenstam